# Magic Bus (Into the Wild)
Pour les articles homonymes, voir Magic Bus (homonymie).
Le Magic Bus est l'épave d'un autobus International Harvester K-5 de 1946, ex bus 142 du Fairbanks City Transit System, rendu populaire par le livre Voyage au bout de la solitude et le film Into the Wild. Ce bus est le lieu où Christopher McCandless vécut  environ 112 jours à partir du 1er mai 1992 et trouva la mort.

## Notoriété
L'autobus est dévoilé par l'article de Jon Krakauer, intitulé Death of an Innocent et publié dans le numéro de janvier 1993 de Outside
,. Le livre Voyage au bout de la solitude (Into the Wild, en anglais), qui est le développement de ce texte, fait accroître sa notoriété mais c'est le film Into the Wild (titre au Québec : Vers l'inconnu) de Sean Penn qui rend ce bus mondialement célèbre et le transforme en « icône ».

## Localisation
L'emplacement original de l'épave se situe à 40 km à l’ouest de la ville de Healy, sur la piste Stampede, près du parc national et réserve du Denali.
Cette piste a été tracée dans les années 1930 par Earl Pilgrim, mineur, pour conduire à des concessions d’antimoine à environ 60 km de Healy. Le minerai est alors transporté par convois de bulldozers jusqu'au lieu de chargement de l'Alaska Railroad.
En 1961, la piste est en partie transformée en route par la compagnie Yutan Construction dans le cadre de l'Alaska's Pioneer Road Program.
Pour les travaux, la compagnie acquiert trois vieux autobus hors d’usage qu’elle tracte sur le site avec des bulldozers Caterpillar D8 et qu'elle transforme en logements rudimentaires, avec lits et poêles à bois. Seule une cinquantaine de kilomètres sont finalement réalisés et à l'interruption des travaux, deux bus sont rapatriés, mais le 142 est laissé sur place car son essieu arrière est cassé.

## Évolution de la situation
Depuis 2007 et la diffusion du film, le bus est devenu un véritable lieu de « pèlerinage »,, pour des randonneurs parfois insuffisamment préparés, qui tentent, toujours en plus grand nombre, d'accéder au site : cette impréparation a occasionné de nombreuses opérations de recherches et de sauvetages et deux randonneuses ont trouvé la mort. En conséquence, le bus a été retiré de son emplacement d'origine à Healy, le 18 juin 2020, héliporté à Healy par un CH-47 Chinook de la Garde nationale sur demande du Département des ressources naturelles d’Alaska, afin d’être entreposé dans un lieu sécurisé, avec l'hypothèse d'une future présentation au public. 
Après sa restauration le bus est désormais conservé au Musée du Nord (en),,, de l'université de l'Alaska à Fairbanks.

## Réplique

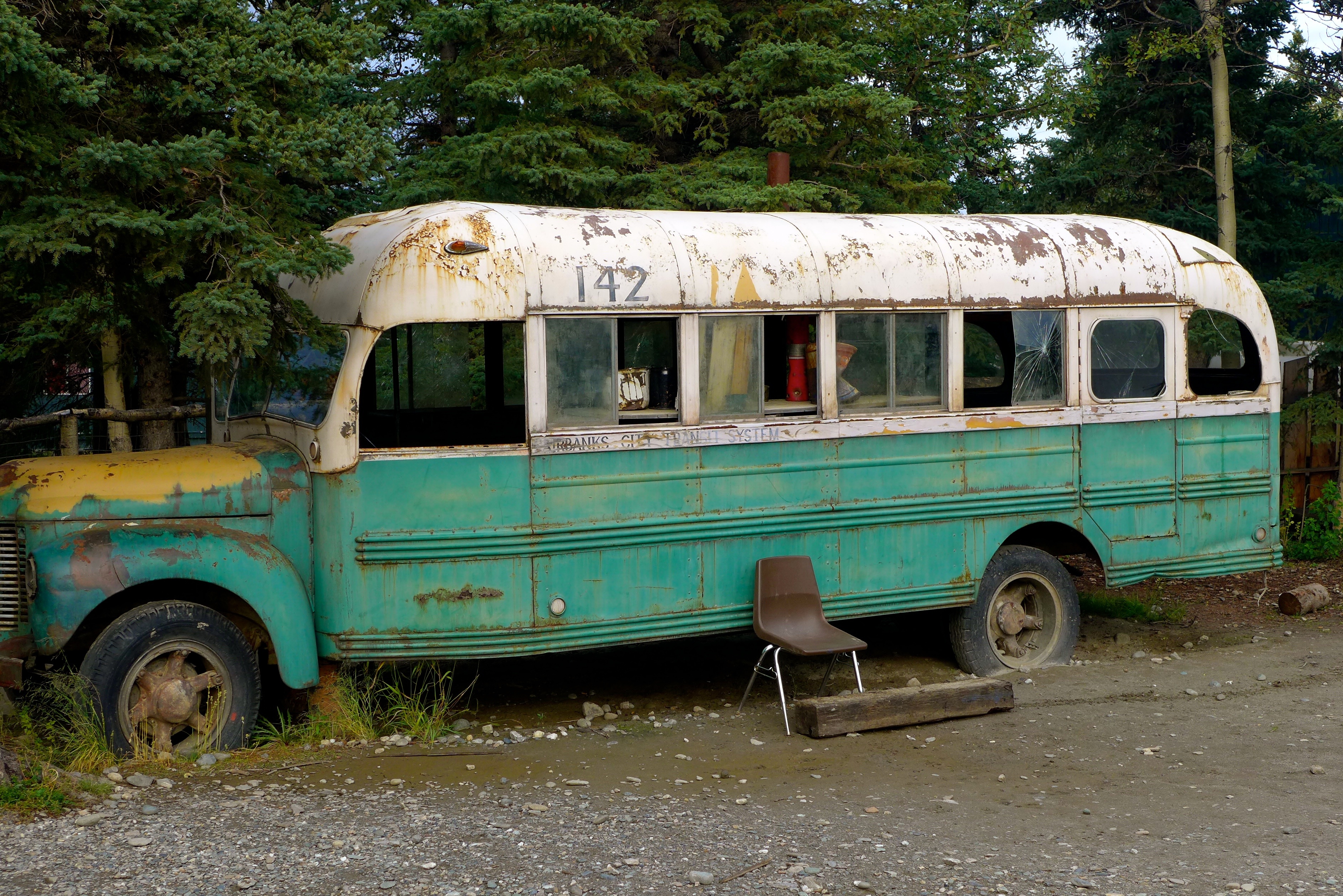
Réplique du bus 142, utilisée sur le tournage du film Into the Wild, visible au restaurant 49th State Brewing Company, à Healy (27 août 2014).

Une réplique fidèle du bus, réalisée pour le tournage du film, sert désormais d'attraction au restaurant 49th State Brewing Company à Healy où elle est toujours visible (63° 51′ 49,06″ N, 149° 01′ 01,39″ O),.

## Controverses liées
Depuis la sortie du film et en raison de l’affluence croissante de touristes et des complications et accidents liées, les Alaskiens sont de longue date en faveur du déplacement du bus. De même, l’aventure locale de Christopher McCandless est considérée en Alaska comme un véritable « suicide », le jeune homme étant jugé insuffisamment préparé à la vie sauvage et à cette région : il ne disposait pas même d’une carte topographique de la région et ne savait pas qu’il existait un bac manuel en fonction sur la rivière, à quelques centaines de mètres de la piste Stampede, ainsi que quatre abris contenant vivres et couvertures dans un rayon d'une dizaine de kilomètres. Selon Jon Krakauer lui-même, et Peter Christian, garde forestier en Alaska, une simple carte détaillée de la région aurait permis à Christopher de s’en sortir vivant.